# Мешинское сельское поселение
Мешинское се́льское поселе́ние — муниципальное образование в Сабинском районе Татарстана Российской Федерации.
Административный центр — посёлок Лесхоз.

## История
Статус и границы сельского поселения установлены Законом Республики Татарстан от 31 января 2005 года № 39-ЗРТ «Об установлении границ территорий и статусе муниципального образования "Сабинский муниципальный район" и муниципальных образований в его составе».

## Население
| 2010  | 2011  | 2012  | 2013  | 2014  | 2015  | 2016  |
| ----- | ----- | ----- | ----- | ----- | ----- | ----- |
| 1538  | ↘1535 | ↘1529 | ↗1540 | ↘1534 | ↗1537 | ↗1557 |
| 2017  | 2018  |       |       |       |       |       |
| ↗1562 | ↗1568 |       |       |       |       |       |

## Состав сельского поселения
| № | Населённый пункт | Тип населённого пункта          | Население |
| - | ---------------- | ------------------------------- | --------- |
| 1 | Лесхоз           | посёлок, административный центр |           |
| 2 | Сабабаш          | село                            |           |